# 키슈쿤헐러시

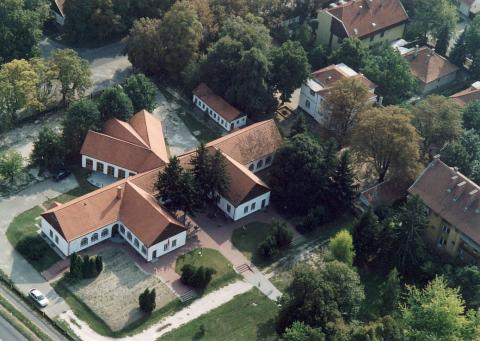
키슈쿤헐러시

키슈쿤헐러시(헝가리어: Kiskunhalas)는 헝가리 바치키슈쿤 주에 위치한 도시로, 면적은 227.58km2, 인구는 28,997명(2009년 기준), 인구 밀도는 128.16명/km2이며 부다페스트에서 남쪽으로 130km 정도 떨어진 곳에 위치한다.
도시 이름은 지역 이름인 키슈쿤(Kiskun)과 "물고기"를 뜻하는 헝가리어 단어인 "헐러시"(Halas)에서 유래된 이름으로, 키슈쿤을 둘러싸고 있는 연못에 물고기가 많이 서식하고 있는데서 붙여진 이름이다. 부다페스트-수보티차-베오그라드 철도가 지나간다.

## 사진

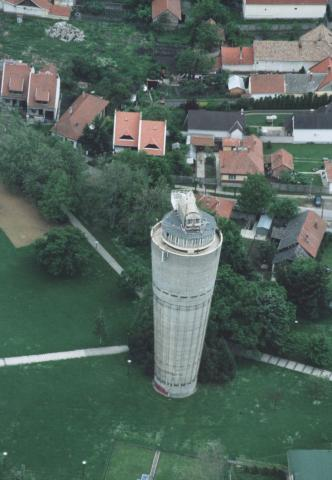
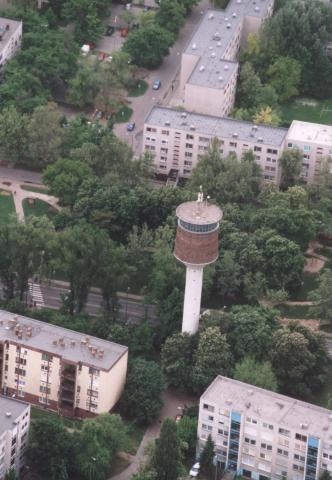